# Drymonia hansteiniana
Drymonia hansteiniana är en tvåhjärtbladig växtart som beskrevs av Wiehler. Drymonia hansteiniana ingår i släktet Drymonia och familjen Gesneriaceae. Inga underarter finns listade i Catalogue of Life.